# Олександрівська сільська рада (Довжанський район)
Олександрівська сільська рада — сільська рада у Довжанському районі Луганської області з адміністративним центром у селі Олександрівка.
Історична дата утворення: в 1921 році.
Сільській раді підпорядковані також села Ананьївка та Панченкове.
Адреса сільської ради: 94860, Луганська обл., Свердловська міськрада, с. Олександрівка, вул. Крупської, 52.

## Населені пункти
Населені пункти, що відносяться до Олександрівської сільської ради.
| № | Назва         | Тип  | Рік заснування | Площа км² | Населення (2001), ос. |
| - | ------------- | ---- | -------------- | --------- | --------------------- |
| 1 | Олександрівка | село | 1921           | 21,4      | 480                   |
| 2 | Ананьївка     | село | 1954           | 10,4      | 225                   |
| 3 | Панченкове    | село | 1957           | 34,3      | 694                   |

## Склад ради
Рада складається з 16 депутатів та голови.

### Керівний склад ради
| ПІБ                             | Основні відомості                                                         | Дата обрання | Дата звільнення |
| ------------------------------- | ------------------------------------------------------------------------- | ------------ | --------------- |
| Чуланова Таїсія Миколаївна      | Сільський голова, 1952 року народження, позапартійна                      | 26.03.2006   | 31.10.2010      |
| Ільїнський Олександр Сергійович | Сільський голова, 1960 року народження, освіта вища, член Партії регіонів | 31.10.2010   |                 |

Примітка: таблиця складена за даними джерела